# Celeste Maloy
Celeste Maloy (Cedar City, 22 maggio 1981) è una politica statunitense, membro della Camera dei Rappresentanti per lo stato dello Utah dal 2023.

## Biografia
Nata a Cedar City, Celeste Maloy crebbe a Hiko, nel Nevada. Lei e i suoi cinque fratelli vivevano in una casa mobile insieme ai genitori: la madre Cathy era una rappresentante Avon, mentre il padre Edward era un volontario dei vigili del fuoco. Lo zio di Celeste è Cliven Bundy, protagonista dello stallo di Bundy del 2014.
Celeste Maloy frequentò la Southern Utah University studiando agricoltura e successivamente conseguì la laurea in giurisprudenza presso la Brigham Young University. Lavorò per undici anni all'interno del Natural Resources Conservation Service, agenzia del Dipartimento dell'agricoltura degli Stati Uniti d'America, occupandosi principalmente di conservazione del suolo. Dopo la laurea in legge, divenne viceprocuratore della contea di Washington, specializzandosi in diritto fondiario pubblico e collaborando con la Utah Association of Counties ed il Washington County Water Conservancy District. In queste vesti, venne spesso a contatto con il deputato Chris Stewart, che nel 2019 la assunse a capo del suo ufficio legale.
Quando Stewart annunciò il proprio ritiro dalla politica per via dei problemi di salute di sua moglie, Celeste Maloy si candidò nelle elezioni speciali indette per riassegnare il suo seggio della Camera dei Rappresentanti ad un nuovo deputato. Ottenne il sostegno pubblico del deputato uscente e riuscì ad aggiudicarsi la nomination repubblicana. Nelle elezioni generali prevalse con ampio margine sull'avversaria democratica e risultò eletta deputata.